# Archaea
Gli archèi o archeobatteri, nome scientifico Archaea (dal greco antico ἀρχαῖα, cioè antico) o Archaeobacteria che significa "batteri antichi", sono una suddivisione sistematica della vita cellulare. Possono considerarsi regno o dominio a seconda degli schemi classificativi, ma mostrano strutture biochimiche tali da considerarsi un ramo basilare, presto distaccatosi dalle altre forme dei viventi. Nonostante il nome attribuito a questo taxon, gli archea non sono i procarioti più antichi mai apparsi sulla Terra, ma sono stati preceduti dagli eubatteri.
Essendo costituiti da singole cellule mancanti di nucleo, per forma e dimensioni molto simili ai batteri, sono stati in passato classificati assieme ad essi, come procarioti o monere. Originariamente furono ritrovati negli ambienti più estremi, ma successivamente sono stati trovati in tutti gli habitat, compreso l'intestino umano, nel caso del Methanobrevibacter smithii.
Nonostante non sia del tutto sicura la filogenesi del gruppo, gli archei sono quindi (insieme agli eucarioti e agli eubatteri) uno dei tre fondamentali gruppi degli esseri viventi nella classificazione di Woese. Tesi recenti propongono di considerare Archei ed Eucarioti un unico regno, contrapposto ai Batteri, in quanto all'origine degli eucarioti vi sarebbe l'endosimbiosi mitocondriale..

## Storia
Nel 1977, Carl Woese e George Fox dell'università dell'Illinois condussero un'analisi filogenetica comparativa, basata sulle sequenze del DNA e dell'RNA della piccola subunità ribosomiale (subunità 16S), che permise la distinzione dei procarioti in due diversi domini: Eubacteria e Archaebacteria, modificati poi nel 1990 in Bacteria e Archaea.
In seguito, Thomas Cavalier-Smith propose (tra il 2002 e il 2004) una classificazione alternativa in base alla quale tutti i batteri discendono da organismi gram-negativi, dotati di una seconda membrana nella parete cellulare. Da questi sarebbero derivati innanzitutto i batteri gram-positivi, dotati di una singola membrana cellulare, e solo da questi gli archei e gli eucarioti. In base a questa controversa classificazione Archaea e Bacteria verrebbero riuniti di nuovo in un unico dominio, quello dei Prokaryota.
Successivamente e negli anni più recenti, alla luce di nuove analisi di genomi e proteomi, è stata aumentata l'importanza della distinzione tra archei e batteri rintracciando negli archei caratteristiche che li ipotizzano all'origine della nascita delle cellule eucariote, il dominio della vita che include tutti gli organismi multicellulari complessi

## Evoluzione e classificazione
La filogenesi e la relazione evolutiva tra archei, batteri ed eucarioti rimane non chiarita completamente. A parte le differenze nella struttura delle cellule, nelle funzioni molti fattori di tipo genetico accomunano archei ed eucarioti. Fattori di complicazione sono la constatazione che il rapporto tra eucarioti e il phylum Euryarchaeota (archaea) è più stretto del rapporto tra Euryarchaeota e il phylum Crenarchaeota (archaea) nonché la presenza di archaea-geni in alcuni batteri, come Thermotoga maritima, per trasferimento orizzontale di geni.
L'ipotesi principale è l'endosimbiosi, cioè che l'antenato degli eucarioti si sia discostato anticipatamente dagli archei, e che gli eucarioti originino attraverso la fusione tra un archeo e un eubatterio, che ne diventano rispettivamente il nucleo e il citoplasma: questa spiegazione è l'unica plausibile e considerata un fatto verificato dalla comunità scientifica.
Trascrizione e traduzione negli archei assomigliano agli analoghi processi negli eucarioti più che nei batteri, per il comportamento della archaea-RNA polimerasi e dei ribosomi molto simile a quello dei loro equivalenti negli eucarioti. Anche se gli archei hanno un solo tipo di RNA polimerasi, la sua struttura e funzione nella trascrizione sembra essere vicina a quella della RNA polimerasi II degli eucarioti, dove i fattori di trascrizione generali dirigono il legame della RNA polimerasi al promotore di un gene. Tuttavia, altri fattori di trascrizione negli archei sono più vicini a quelli trovati nei batteri. La modifica post-trascrizionale è più semplice di quanto lo sia negli eucarioti, poiché la maggior parte dei geni archaea hanno assenza di introni, anche se ci sono molti introni nei geni per t-RNA e r-RNA, e possono osservarsi introni in alcuni geni che codificano proteine .
In base all'analisi del DNA, gli archei sono raggruppati in tre phylum: Crenarchaeota, Euryarchaeota e Korarchaeota. Gli Euryarcheota sono i meglio conosciuti ed includono i metanoproduttori e gli alofili. I Crenarcheota comprendono microrganismi termofili, mentre i Korarchaeota sono ancora poco noti, poiché di loro si conosce soltanto il DNA, ma nessun microrganismo è stato finora isolato. Il phylum Nanoarchaeota è stato creato come tentativo per descrivere alcune specie peculiari come la Nanoarchea equitans.

## Habitat
Sebbene siano presenti in ambienti più ospitali, come il plancton, gli archei sono gli abitanti degli ambienti più estremi e inospitali della Terra. I termofili possono svilupparsi a temperature ben superiori ai 100 °C, gli psicrofili a quelle inferiori a −10 °C, mentre gli acidofili e gli alcalofili crescono rispettivamente in ambienti estremamente acidi o alcalini; infine gli alofili prediligono ambienti a elevatissima salinità, con concentrazioni di NaCl anche di 6 mol/L.

## Caratteristiche degli archei
Pur mantenendo le caratteristiche della cellula procariote (assenza di un nucleo distinto e di organuli citoplasmatici rivestiti da membrane, strutture di rivestimento più complesse rispetto alla cellula eucariote), date le condizioni estreme in cui possono svilupparsi, gli archei presentano una composizione biochimica unica delle loro strutture di rivestimento, che conferisce loro una notevole impermeabilità e che li differenzia sia dai batteri che dagli eucarioti.
La parete cellulare degli archei è composta da proteine, polisaccaridi o molecole di pseudopeptidoglicano, che al posto dell'acido muramico contengono acido talosaminuronico, mentre mancano i D-aminoacidi caratteristici dei batteri.
Gli archei sono caratterizzati da una membrana citoplasmatica, in cui i diacil-fosfogliceridi (che rappresentano l'impalcatura fondamentale delle membrane degli eucarioti e dei batteri) sono sostituiti da lipidi contenenti glicerolo e isoprenoidi. A differenza dei diacil-fosfogliceridi, nei quali il glicerolo è unito con legami estere a due acidi grassi, negli archeobatteri il glicerolo è unito con legame etereo a due isoprenoidi.
Gli isoprenoidi sono lipidi costituiti da unità ripetute di 5 atomi di carbonio (isoprene), che formano lunghe catene sature. I più frequenti isoprenoidi negli archeobatteri sono il fitanolo (C20) e il bifitanolo (C40).
Si riconoscono due tipi fondamentali di lipidi: i glicerol-di-eteri o di-fitanil-glicerol-dieteri (detti archeolipidi), che formano tipiche membrane a doppio strato, con un foglietto lipidico esterno ed un foglietto interno, simili a quelle degli altri due regni; i glicerol-tetra-eteri o di-bifitanil-di-glicerol-tetraeteri, (caldarcheolipidi) in cui entrambe le estremità delle molecole degli isoprenoidi sono legate ad una molecola di glicerolo. I glicerol-tetra-eteri formano, caso unico tra gli esseri viventi, membrane monostrato, costituite da un unico foglietto, composto da una parte idrofobica interna, rappresentata dalle catene idrocarboniose degli isoprenoidi, e da una parte idrofila, a contatto con gli ambienti acquosi intra- ed extracellulare, rappresentata dalle molecole di glicerolo. Poiché gli isoprenoidi dei glicerol-tetra-eteri sono costituiti da bifitanolo, lo spessore delle membrane monostrato si mantiene simile a quello delle membrane a doppio strato.
La maggioranza dei glicerol-tetra-eteri contengono ad una estremità uno o più residui glucidici legati al glicerolo (di solito l'estremità extracellulare) e all'altra estremità un gruppo fosfato esterificato a un'altra molecola di glicerolo (di solito l'estremità citoplasmatica).
Due specie di archei (M. jannaschii e Methanococcus igneus) contengono nella loro membrana archeoli macrociclici o glicerol-di-eteri ciclici, in cui un'unica catena isoprenoide (C40) è eterificata con entrambe le estremità al glicerolo, formando una struttura ciclica.
La maggioranza degli archei che vivono in condizioni di stress ambientale moderato hanno membrane cellulari formate da glicerol-di-eteri (Archeobatteri metanogeni e alofili), mentre quelli che sono esposti alle condizioni più estreme presentano di preferenza glicerol-tetra-eteri (termofili e acidofili). Negli archei termofili, una o più subunità isoprenoidi dei glicerol-tetra-eteri possono formare strutture cicliche sature a cinque atomi di carbonio (ciclopentano).
A differenza dei diacil-fosfogliceridi, che alle alte temperature divengono notevolmente permeabili all'acqua e ai protoni, i lipidi degli archei formano un'impalcatura rigida che mantiene una notevole impermeabilità anche alle alte temperature. L'aumento di permeabilità con la temperatura è causato dalla maggiore mobilità delle catene idrocarboniose, in particolare dalla maggior frequenza delle isomerizzazioni trans-gauche (vedi voce fosfolipidi), che provocano momentanee soluzioni di continuità nella membrana cellulare, sufficienti per il passaggio di piccole molecole, come acqua e ioni.
La rigidità della membrana degli archei è dovuta ad un minor grado di movimento delle catene idrocarboniose dei lipidi, che è conseguenza della saturazione delle catene isoprenoidi e della presenza di legami etere invece che estere (= minor volume delle teste, vedi voci fosfolipidi e membrana cellulare-fluidità) e dell'eventuale formazione di anelli ciclopentanici.
Dal momento che la massima mobilità delle catene idrocarboniose si ha al centro dei doppi strati lipidici (ovvero in corrispondenza delle estremità terminali delle catene idrocarboniose), le membrane costituite da un solo monostrato di glicerol-tetra-eteri sono in assoluto le più rigide, in quanto entrambe le estremità delle catene idrocarboniose degli isoprenoidi sono fissate al glicerolo, che ne limita i movimenti.
Anche la presenza di anelli ciclopentanici, a causa del loro notevole ingombro sterico, riduce notevolmente la mobilità delle catene isoprenoidi, con un effetto simile a quello prodotto dal colesterolo nelle membrane eucariote (vedi voce fosfolipidi). Per questo alcuni termofili possono controllare la fluidità della propria membrana, variando il numero degli anelli ciclopentanici da 1 a 8 nelle catene lipidiche.
Per le stesse ragioni di stabilità, la membrana cellulare degli eubatteri termofili, che come gli Archei possono popolare ambienti ad alte temperature (>60 °C), quali le acque nelle vicinanze dei vulcani, contiene dialchil-di-eteri-gliceroli.